# マーキュリー・シティ・タワー

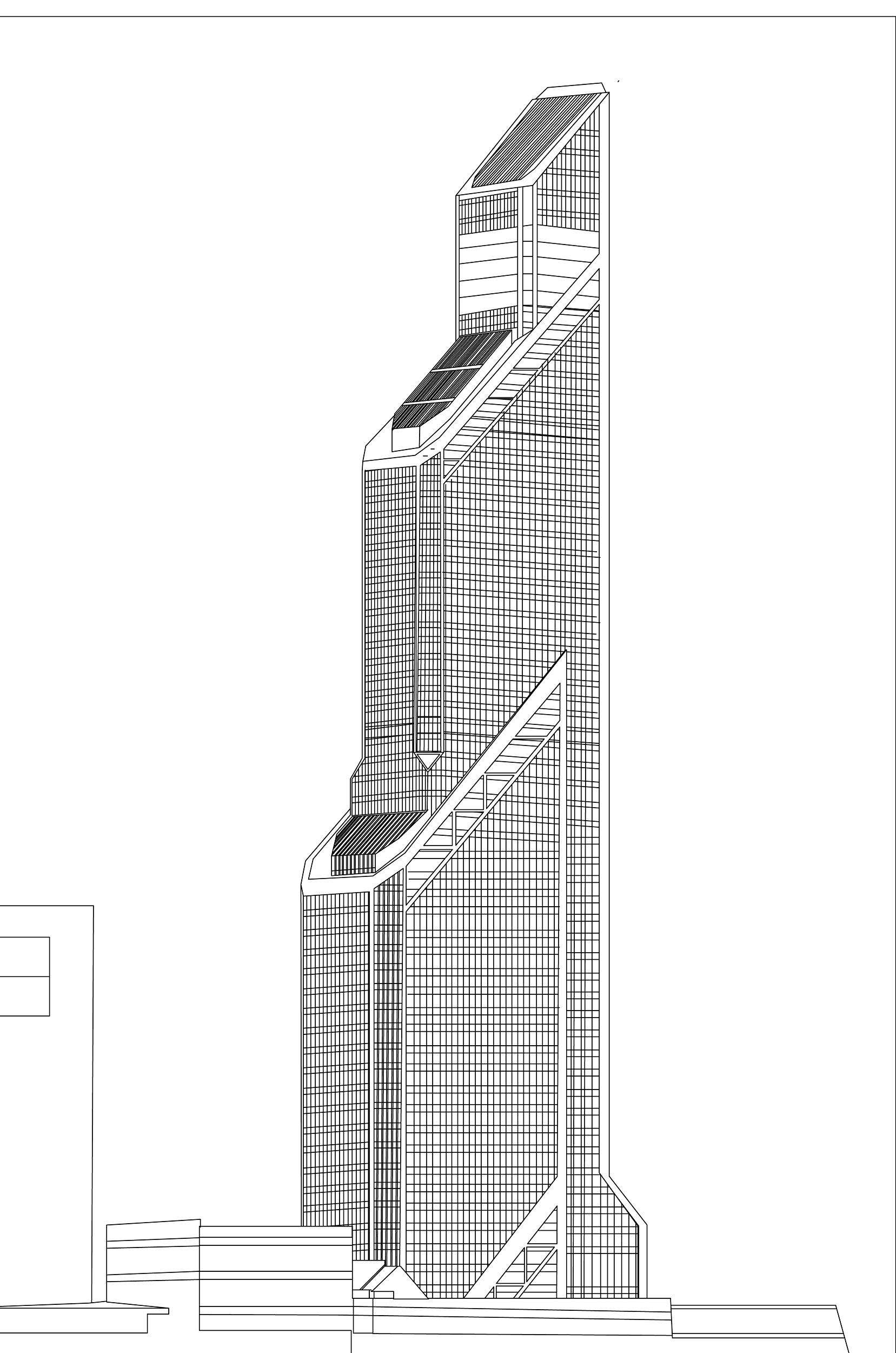
マーキュリー・シティ・タワーのワイヤーフレーム図

マーキュリー・シティ・タワーはモスクワの開発地区モスクワ・シティにある高さ338.8mの高層ビル。同じ開発地区のモスクワ・シティにあるフェデレーション・タワー（高さ374m)の完成により,また同じくロシアのラフタ・センター（463m)の完成によりロシア及びヨーロッパ1位の高さの座は取って代わられた。

モスクワ国際ビジネスセンターに所在し、2009年に着工した。2012年11月1日に地上333.8メートル（1,112フィート）に到達して上棟式が行われ、ロンドンのザ・シャードからヨーロッパで最も高い高層建築物の座を奪った。

## 脚註
1. ↑  "マーキュリー・シティ・タワー". CTBUH Skyscraper Center.
2. ↑  マーキュリー・シティ・タワー - Emporis （英語）
3. ↑  "マーキュリー・シティ・タワー". SkyscraperPage (英語).
4. ↑  マーキュリー・シティ・タワー - Structurae
5. ↑  Ilya Khrennikov, 'Moscow Mercury City Tops Shard as Europe’s Tallest Tower', Bloomberg, 1 November 2012.